# ريمون دي ليتل
ريمون دي ليتل (بالإنجليزية: Raymond D. Little)‏ مواليد 5 يناير 1880 - الوفاة 29 يوليو 1932 في نيويورك، كان لاعب كرة مضرب أمريكي بدأ مسيرته كمحترف سنة 1897 وكان يلعب باليد اليمنى، اعتزل اللعب في 1916. كما أنه أحد أبطال الجراند سلام.

## النهائيات

### الزوجي (الألقاب 1)
| النتيجة | السنة | البطولة           | الأرضية | الشريك           | المنافس                   | النتيجة              |
| ------- | ----- | ----------------- | ------- | ---------------- | ------------------------- | -------------------- |
| الفوز   | 1911  | البطولة الأمريكية | عشبية   | غوستاف إف توشارد | فريد ألكسندر هارولد هاكيت | 7–5, 13–15, 6–2, 6–4 |

## روابط خارجية
- ريمون دي ليتل على موقع رابطة محترفي التنس (الإنجليزية)
- ريمون دي ليتل على موقع الاتحاد الدولي لكرة المضرب (الإنجليزية)
- ريمون دي ليتل على موقع كأس ديفيز (الإنجليزية)
- ريمون دي ليتل على موقع خلاصة التنس.كوم (الإنجليزية)